# Clinical and Experimental Ophthalmology
Clinical and Experimental Ophthalmology (skrót: Clin Exp Ophthalmol) – australijskie czasopismo okulistyczne wydawane od 1985. Oficjalny organ Royal Australian and New Zealand College of Ophthalmologists (RANZCO). Dwumiesięcznik.
W latach 1985-1999 czasopismo ukazywało się pod tytułem „Australian and New Zealand Journal of Ophthalmology" (ISSN 0814-9763).
Czasopismo jest recenzowane i publikuje badania oryginalne oraz prace przeglądowe (reviews) dotyczące wszystkich aspektów praktyki klinicznej i badań okulistycznych o międzynarodowym zasięgu i zastosowaniu. Akceptowane są także prace i badania, które, choć nie są unikalne dla okulistyki, mają bezpośredni wpływ na praktykę kliniczną.
Pismo ma współczynnik wpływu impact factor (IF) wynoszący 3,217 (2017). W międzynarodowym rankingu SCImago Journal Rank (SJR) mierzącym wpływ i znaczenie poszczególnych czasopism naukowych „Clinical and Experimental Ophthalmology" zostało w 2017 sklasyfikowane na 24. miejscu wśród czasopism okulistycznych.
W polskich wykazach czasopism punktowanych przez Ministerstwo Nauki i Szkolnictwa Wyższego publikacja w tym czasopiśmie otrzymywała kolejno: 30 pkt (lata 2013-2016) oraz 100 pkt (2019).
Publikacje ukazujące się w tym czasopiśmie są indeksowane m.in. w Science Citation Index, Embase, ProQuest Central, Current Contents/Clinical Medicine, PubMed oraz w Scopusie.
Wydawcą jest Blackwell Publishing Inc. należący do John Wiley & Sons. Redaktorami naczelnymi są: Robert Casson (South Australian Institute of Ophthalmology i University of Adelaide) oraz Salmaan Al-Qureshi związany z Centre for Eye Research Australia Uniwersytetu w Melbourne.